# Pickup (Landtechnik)

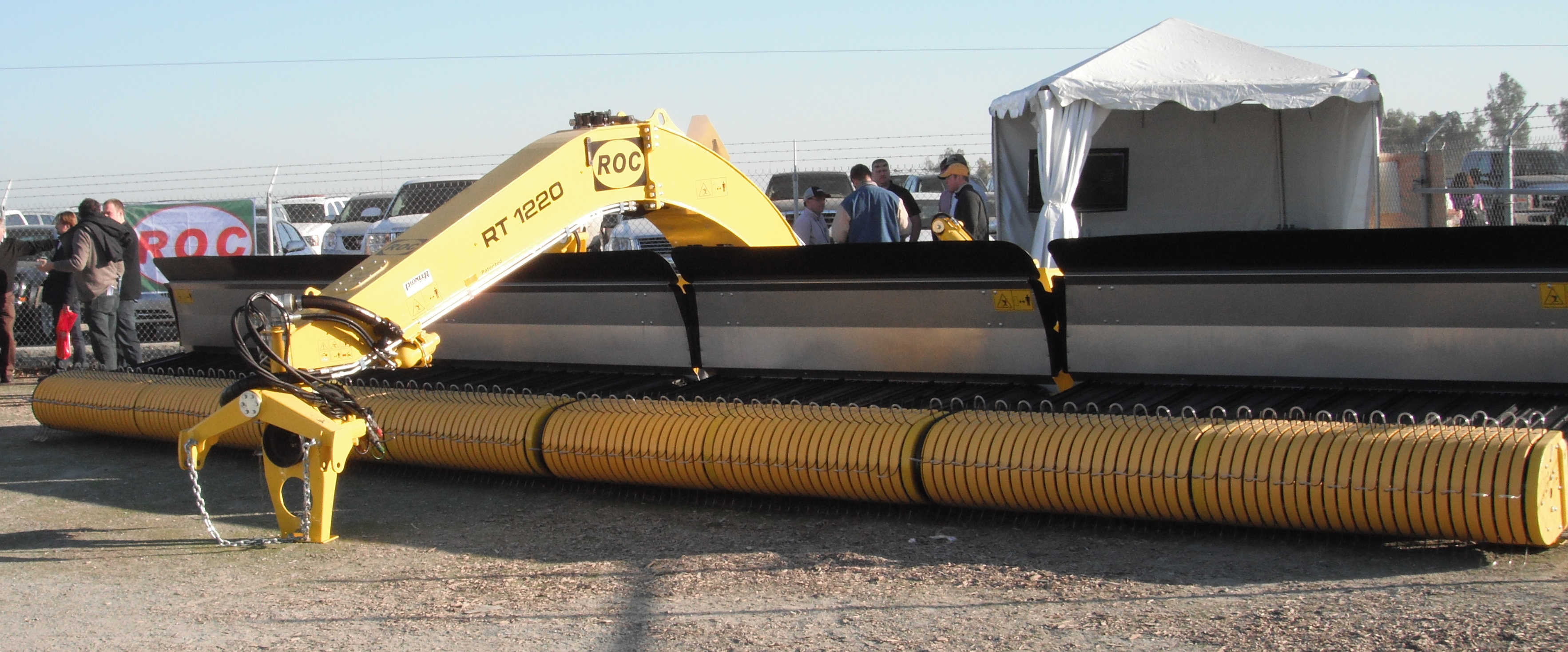
Bandschwader von ROC – Im vorderen Bereich: Die Pickup zur Aufnahme des Erntegutes

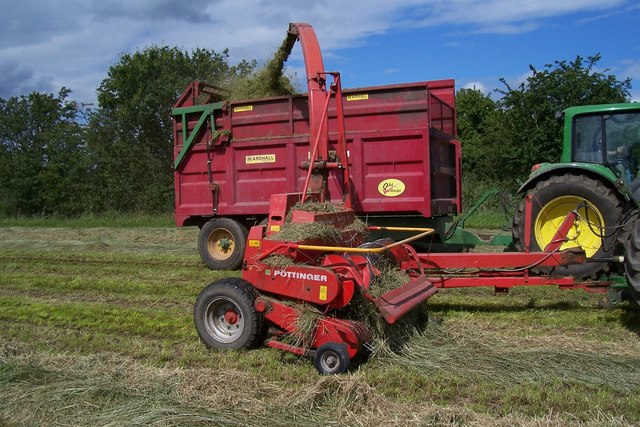
Feldhäcksler mit Pickup im Einsatz

Die Pickup ist eine Komponente in der Landtechnik zur Aufnahme von Halmgut. Die Hauptanwendungsmaschinen sind unter anderem Ballenpressen, spezielle Schwader, Feldhäcksler und Ladewagen, bei denen die Pickup das Erntegut (Heu, Stroh, Silage) aus einem Schwad aufnimmt und einem weiteren Arbeitsorgan zuführt.

## Aufbau
Die Pickup besteht aus einer Hauptwelle sowie, je nach Hersteller, meist fünf um diese Hauptwelle angeordneten Trägerwellen, an denen die Pickup-Zinken befestigt sind. Die Trägerwellen werden durch die Hauptwelle auf einer Kreisbahn geführt und schwingen dabei durch einen Exzenterarm, der in einer Kurvenbahn geführt wird.
Die Pickup-Zinken nehmen durch diese Steuerung das Erntegut also zunächst auf, heben es an und übergeben es beispielsweise einem Förderrotor, indem sie das Erntegut an Blechen durch Abtauchen abstreifen.
Durch die Beschleunigung des Ernteguts beim Anheben benötigen Pickups den sogenannten Niederhalter, der die Richtung des Gutflusses vorgibt. Der Niederhalter besteht im Wesentlichen aus einem Gleitblech, vermehrt aber auch aus Rollen, die den Gutfluss weniger stören.
Die Maschinenfabrik Bernard Krone wie auch Lely bieten ungesteuerte Pickup ohne Kurvenbahn an. Durch die fehlende Kurvenbahnsteuerung müssen die Abstreifbleche so geformt sein, dass sie die Funktion der Kurvenbahn übernehmen können. Die Hersteller versprechen sich einen ruhigeren Lauf wegen der deutlich reduzierten Anzahl beweglicher Teile, womit gleichzeitig deren Wartung entfällt. Der einfache Aufbau senkt zudem Fertigungskosten. Weiterhin lässt sich die ungesteuerte Pickup mit höheren Drehzahlen betreiben, als dies mit einer gesteuerten Pickup sinnvoll wäre. Weiterhin weist die ungesteuerte Pickup einen gleichmäßigen Gutfluss auf, womit Verstopfungen minimiert werden können. 
Allerdings haben ungesteuerte Pickups den Nachteil, dass sie vor allem kurzes, nasses Futter deutlich weniger sauber aufnehmen, als solche mit Kurvenbahn. Gesteuerte Pickups sind auch nicht auf höhere Drehzahlen angewiesen und benötigen keine aggressive Zinkenstellung. Sie können sich daher wesentlich besser an den Boden anpassen, da durch die geringere Drehzahl weichere Zinken verwendet werden können. Aus diesem Grund ist der Verschmutzungsgrad wesentlich geringer als bei den härteren Zinken der ungesteuerten Pickups. Ein Verstopfungsrisiko besteht wegen nicht vorhandener Abstreifbleche auch nicht. Da ungesteuerte Pickups die Halme nicht in Längsrichtung 'auskämmen', ist die Schnittqualität schlechter als bei gesteuerten Pickups.
Bei hügeligem Gelände ist eine pendelnde Pickup wichtig, da sich diese noch besser an unebene Böden anpassen kann. 

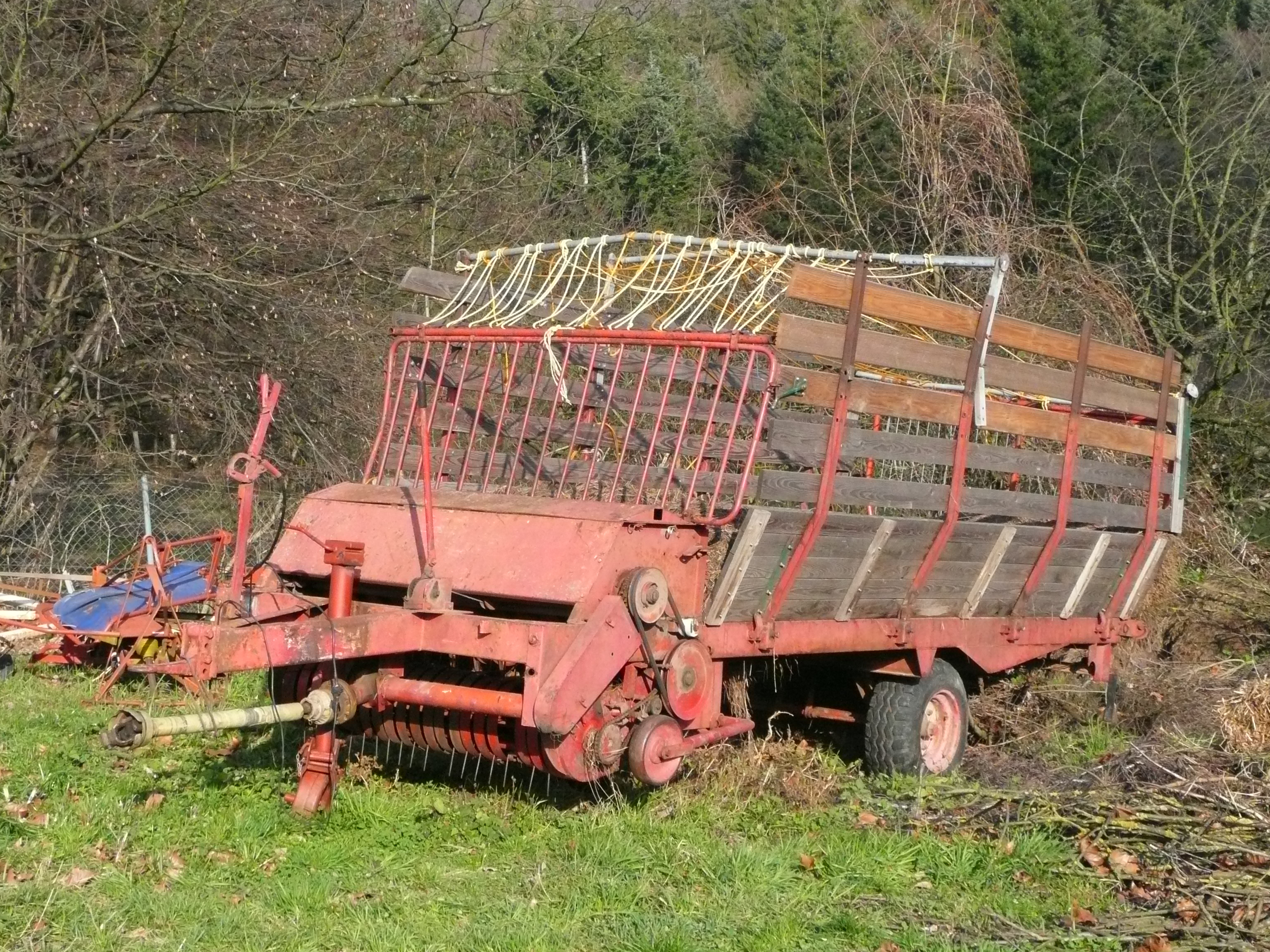
Pickup an einem älteren Ladewagen. Zu sehen ist auch die Antriebseinrichtung
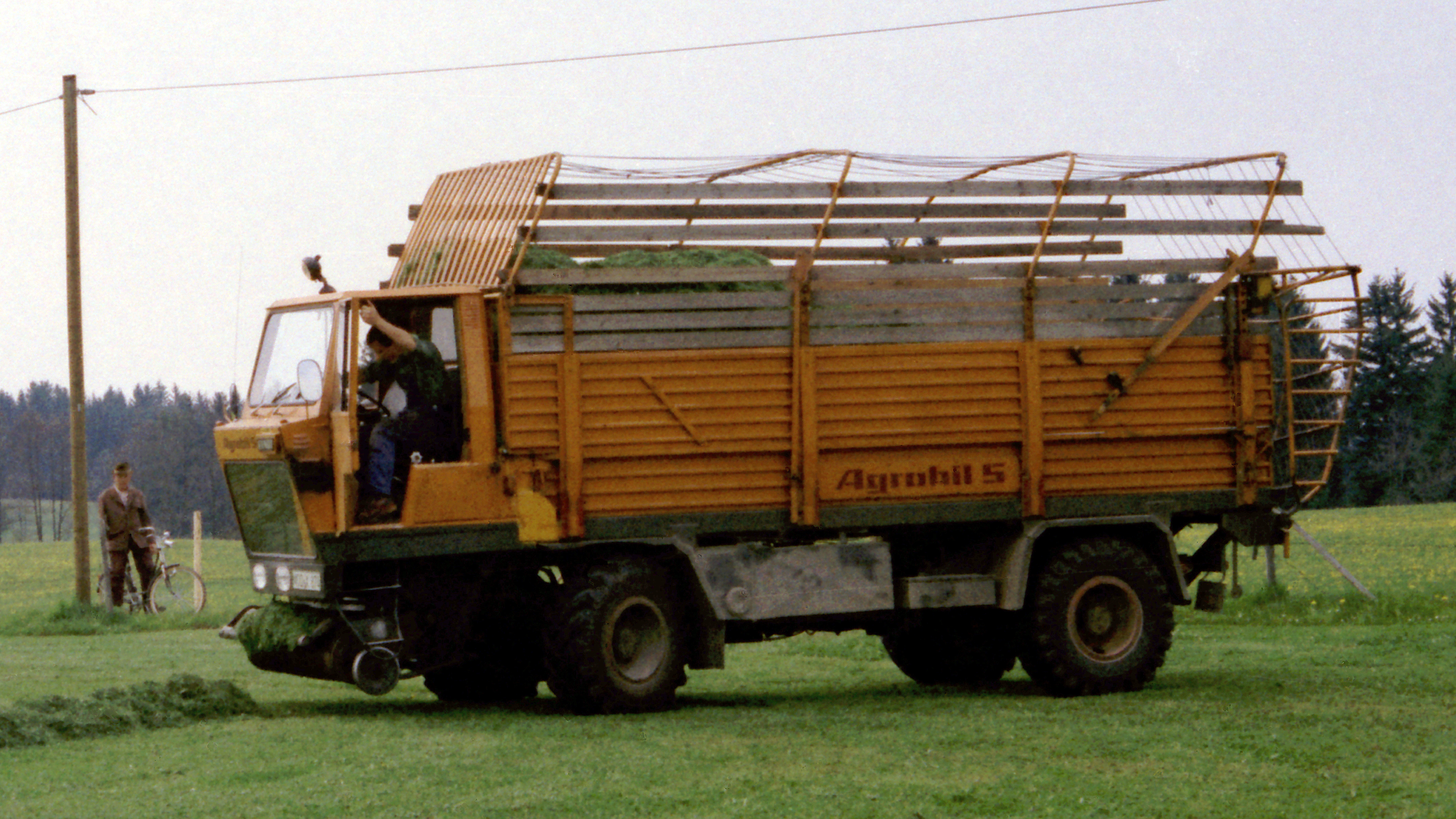
Pickup im Einsatz bei einem Agrobil
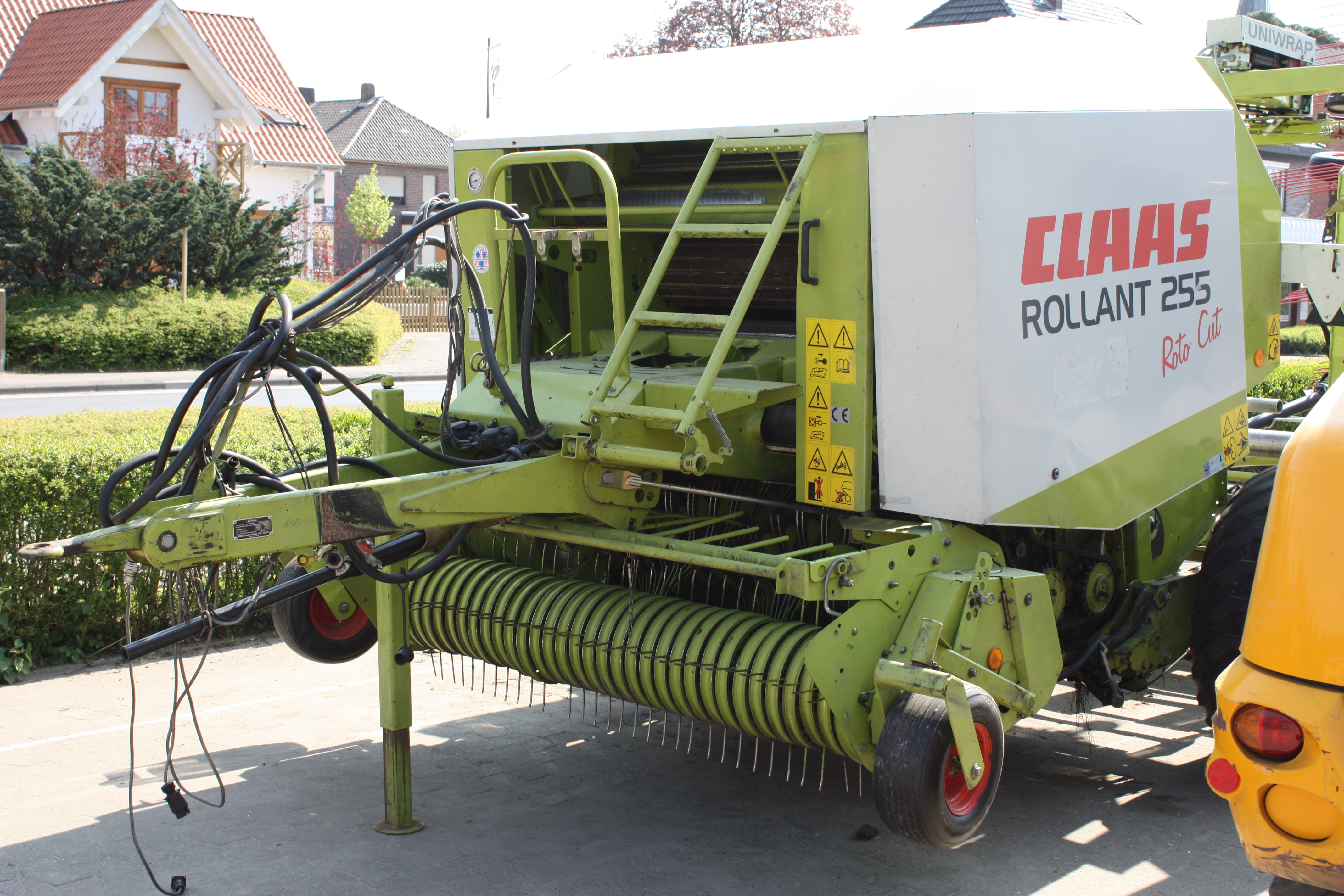
Ballenpresse mit Pickup
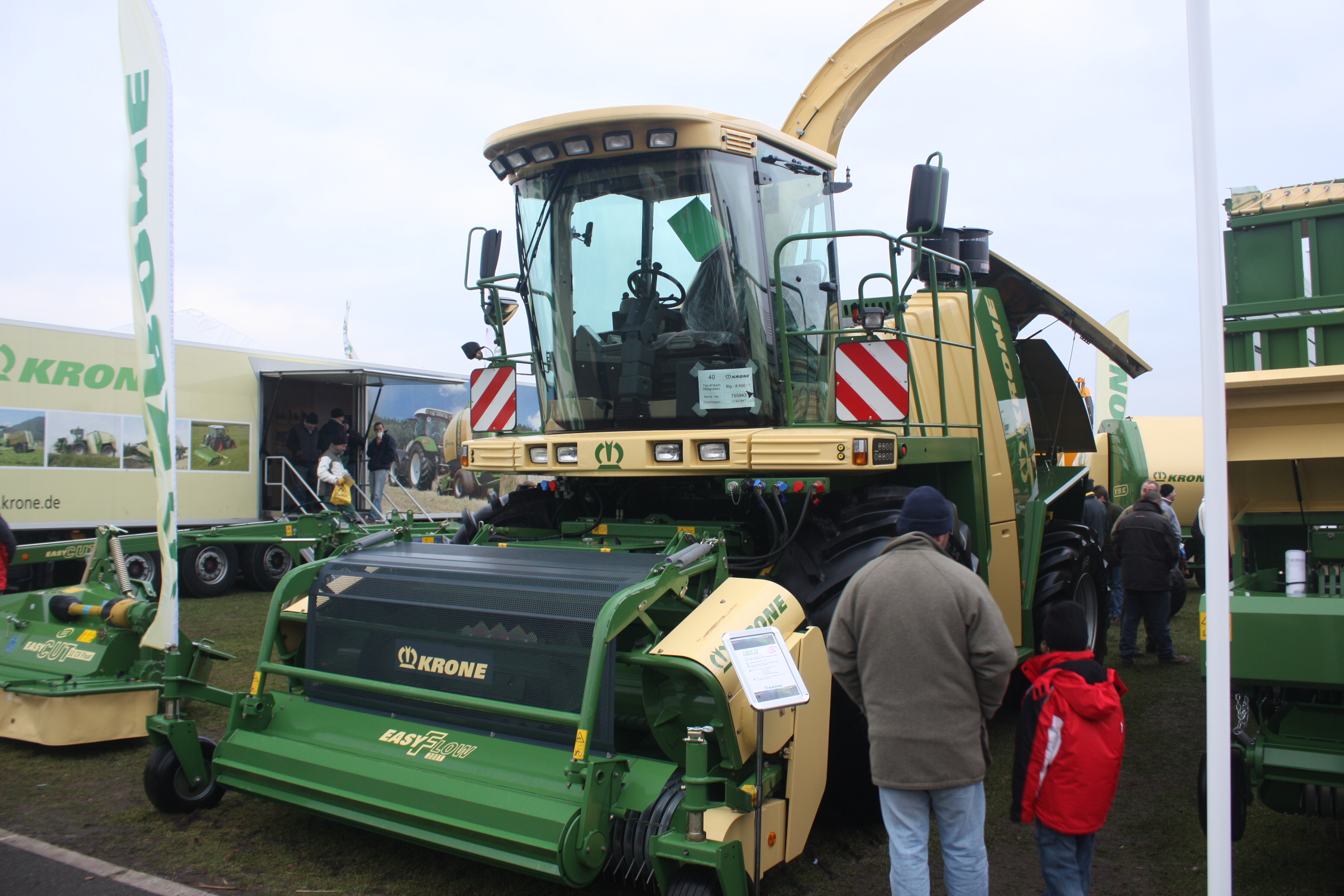
Pickup an Feldhäcksler mit Rollenniederhalter